# Радничка партија Кореје
Радничка партија Кореје је владајућа политичка странка у Демократској Народној Републици Кореји тј. „Северној Кореји“. Основана је 1949. године.

## Историјат
Радничка партија Северне Кореје основана је 29. августа 1946. године, спајањем Комунистичке партије Северне Кореје и Нове демократске партије Кореје. Дана 30. јуна 1949. године, Радничка партија Северне Кореје и Радничка партија Јужне Кореје су се ујединиле, формирајући тако Радничку партију Кореје на конгресу у Пјонгјангу. Секретар партије постао је Ким Ил Сунг. Партија је спровела национализацију индустрије и колективизацију на селу.
Након кинеско-совјетског раскола крајем 1950-их, Ким ил Сунг је повео партију линијом независном и од Москве и од Пекинга. Упркос томе, партије је подупирала кинески антиревизионизам и совјетску политику мирољубиве коегзистенције. Радничка партија подуприла је Кину током Кинеско-индијског рата 1962, и осудила „Капитулацију“ Хрушчова у Кубанској ракетној кризи.
Последице Културне револуције у Кини утицале су на партијско руководство, које се удаљило од Кине и осудило Маов „догамтизам“. После 1965. године, Радничка партија више није заузимала стране у кинеско-совјетском идеолошком сукобу.
Године 1990, Радничка партија Кореје усвојила је Џуче идеју, закључивши да европска верзија марксизма-лењинизма није прикладна за развој корејског друштва. Од 1991. године, Северна Кореја се изоловала од већиње остатка света.
Дотадашњи партијски секретар, Ким Ил Сунг, умро је 1994. године, а наследио га је његов син Ким Џонг Ил. Функцију партијског секретара службено је преузео у октобру 1997. године.
Септембра 2010. године, одржана је Трећа партијска конференција на којој је Ким Џонг Ил поново изабран за секретара Радничке партије. Дана 6. јуна 2011, одржан је проширени састанак Политбироа, чија је главна тема била посета Ким Џонг Ила Кини.

## Партијски конгреси
- Први оснивачки конгрес (28—30. август 1946)
- Други конгрес (27—30. март 1948)
- Трећи Конгрес (23—29. април 1956)
- Четврти конгрес (11—18. септембар 1961)
- Пети конгрес (2—13. новембар 1970)
- Шести конгрес (10—14. октобар 1980)
- Седми конгрес (мај 2016)

## Партијске конференције
- Прва конференција (3—6. март 1958)
- Друга конференција (5—10. октобар 1966)
- Трећа конференција (28. септембар 2010)